# Neoplocaederus melancholicus
Neoplocaederus melancholicus es una especie de escarabajo longicornio del género Neoplocaederus, tribu Cerambycini, subfamilia Cerambycinae. Fue descrita científicamente por Gahan en 1890.

## Descripción
Mide 25-35 milímetros de longitud.

## Distribución
Se distribuye por Etiopía, Sierra Leona y Somalia.